# Вера Майлс
Вера Майлс (на английски: Vera Miles) е американска актриса.

## Биография
Родена е на 23 август 1930 г. в Бойс Сити, Оклахома. След като е избрана за „Мис Канзас“ през 1948 г. се премества в Лос Анджелис, където започва да се снима в киното и телевизията. Получава известност с филми като „Следотърсачите“ („The Searchers“, 1956), „Набеден за виновен“ („The Wrong Man“, 1956), „Психо“ („Psycho“, 1960), „Човекът, който застреля Либърти Валънс“ („The Man Who Shot Liberty Valance“, 1962).

## Избрана филмография
| Година | Филм                                   | Оригинално заглавие              | Роля            | Режисьор        |
| ------ | -------------------------------------- | -------------------------------- | --------------- | --------------- |
| 1956   | Следотърсачите                         | The Searchers                    | Лори Йоргенсен  | Джон Форд       |
| 1956   | Набеденият виновен                     | The Wrong Man                    | Роуз Балестреро | Алфред Хичкок   |
| 1960   | Психо                                  | Psycho                           | Лайла Крейн     | Алфред Хичкок   |
| 1962   | Човекът, който застреля Либърти Валънс | The Man Who Shot Liberty Valance | Хели Стодард    | Джон Форд       |
| 1983   | Психо 2                                | Psycho II                        | Лайла Лумис     | Ричард Франклин |